# Бобровка (Глубоковский район)
Бобровка (каз. Бобровка) — село в Глубоковском районе Восточно-Казахстанской области Казахстана. Административный центр Бобровского сельского округа. Находится примерно в 29 км к востоку от районного центра, посёлка Глубокое. Код КАТО — 634039100.

## История
Основано в 1764 году.

## Население
В 1999 году население села составляло 2077 человек (1034 мужчины и 1043 женщины). По данным переписи 2009 года в селе проживало 2096 человек (1016 мужчин и 1080 женщин).